# Abraham de Peyster
Abraham de Peyster (Nuova Amsterdam, 8 luglio 1657 – New York, 3 agosto 1728) è stato un politico statunitense, 20° sindaco di New York.